# Unifi TV
HyppTV est un service de télévision par IP exploité par Telekom Malaysia (TM). Il a été lancé dans le cadre de l'offre Triple Play proposée par TM.
Le service est offert aux clients résidentiels et commerciaux en Malaisie sur un réseau de fibre optique via FTTH et VDSL2. 
Le service IPTV a ensuite été offert aux clients Streamyx ADSL2+ de TM. Cependant, en raison de limitations techniques sur l'ADSL, certaines fonctionnalités telles que Picture-In-Picture (PIP) et la HD qui sont disponibles pour les clients HyppTV Unifi ne sont pas disponibles et la bande passante est également partagée à la fois pour Internet et pour la télévision,.

## Chaînes de télévision
| Canal | Nom                | 4K   | HD   | Libre | Ultimate | Aneka+ | Ruby+ | Varnam+ | playTV@unifi |
| ----- | ------------------ | ---- | ---- | ----- | -------- | ------ | ----- | ------- | ------------ |
| 101   | TV1                | (no) | Oui  | Oui   | Oui      | Oui    | Oui   | Oui     | Oui          |
| 102   | TV2                | (no) | Oui  | Oui   | Oui      | Oui    | Oui   | Oui     | Oui          |
| 103   | TV3                | (no) | Oui  | Oui   | Oui      | Oui    | Oui   | Oui     | Oui          |
| 107   | NTV7/DidikTV KPM   | (no) | Oui  | Oui   | Oui      | Oui    | Oui   | Oui     | Oui          |
| 108   | 8TV                | (no) | Oui  | Oui   | Oui      | Oui    | Oui   | Oui     | Oui          |
| 109   | TV9                | (no) | Oui  | Oui   | Oui      | Oui    | Oui   | Oui     | Oui          |
| 110   | Highlights         | (no) | Oui  | Oui   | Oui      | Oui    | Oui   | Oui     | (no)         |
| 113   | Salam HD           | (no) | Oui  | Oui   | Oui      | Oui    | Oui   | Oui     | Oui          |
| 114   | TV AlHijrah        | (no) | Oui  | Oui   | Oui      | Oui    | Oui   | Oui     | Oui          |
| 116   | HyppSensasi        | (no) | Oui  | (no)  | Oui      | Oui    | (no)  | (no)    | Oui          |
| 118   | HyppInspirasi      | (no) | Oui  | (no)  | Oui      | Oui    | (no)  | (no)    | Oui          |
| 128   | Dunia Sinema       | (no) | Oui  | (no)  | Oui      | Oui    | (no)  | (no)    | Oui          |
| 141   | Pesona             | (no) | Oui  | (no)  | Oui      | Oui    | (no)  | (no)    | Oui          |
| 145   | Drama Channel      | (no) | (no) | (no)  | Oui      | Oui    | (no)  | (no)    | Oui          |
| 201   | tvN Movies         | (no) | Oui  | (no)  | Oui      | Oui    | Oui   | Oui     | Oui          |
| 211   | tvN Asia           | (no) | Oui  | (no)  | Oui      | Oui    | Oui   | Oui     | Oui          |
| 226   | EBC News           | (no) | Oui  | (no)  | Oui      | (no)   | Oui   | (no)    | Oui          |
| 228   | EBC Drama          | (no) | Oui  | (no)  | Oui      | (no)   | Oui   | (no)    | Oui          |
| 232   | EBC Variery        | (no) | Oui  | (no)  | Oui      | (no)   | Oui   | (no)    | Oui          |
| 233   | now Jelli          | (no) | Oui  | (no)  | Oui      | (no)   | Oui   | (no)    | Oui          |
| 235   | CCTV 4             | (no) | Oui  | Oui   | Oui      | Oui    | Oui   | Oui     | Oui          |
| 239   | SET International  | (no) | (no) | (no)  | Oui      | (no)   | Oui   | (no)    | Oui          |
| 288   | Celestial Movies   | (no) | Oui  | (no)  | Oui      | (no)   | Oui   | (no)    | Oui          |
| 289   | CCM                | (no) | (no) | Oui   | Oui      | Oui    | Oui   | Oui     | Oui          |
| 303   | Sony YAY           | (no) | (no) | (no)  | Oui      | (no)   | (no)  | Oui     | Oui          |
| 311   | Colors Tamil       | (no) | Oui  | (no)  | Oui      | (no)   | (no)  | Oui     | Oui          |
| 312   | Zee Tamil          | (no) | (no) | (no)  | Oui      | (no)   | (no)  | Oui     | Oui          |
| 313   | Zee Thirai         | (no) | (no) | (no)  | Oui      | (no)   | (no)  | Oui     | Oui          |
| 314   | Jaya MAX           | (no) | (no) | (no)  | Oui      | Oui    | Oui   | Oui     | Oui          |
| 331   | Zee Cinema         | (no) | Oui  | (no)  | Oui      | Oui    | Oui   | Oui     | Oui          |
| 333   | Colors Cineplex    | (no) | (no) | (no)  | Oui      | (no)   | (no)  | Oui     | Oui          |
| 341   | Colors             | (no) | Oui  | (no)  | Oui      | (no)   | (no)  | Oui     | Oui          |
| 342   | Zee TV             | (no) | Oui  | (no)  | Oui      | Oui    | Oui   | Oui     | Oui          |
| 401   | HITS Movies        | (no) | Oui  | (no)  | Oui      | (no)   | (no)  | (no)    | Oui          |
| 408   | ROCK Action        | (no) | Oui  | (no)  | Oui      | (no)   | (no)  | (no)    | Oui          |
| 411   | CinemaWorld        | (no) | Oui  | (no)  | Oui      | (no)   | (no)  | (no)    | Oui          |
| 421   | Originals          | (no) | Oui  | (no)  | Oui      | Oui    | Oui   | Oui     | Oui          |
| 422   | Cineedge           | (no) | Oui  | (no)  | Oui      | Oui    | Oui   | Oui     | Oui          |
| 423   | Unique             | (no) | Oui  | (no)  | Oui      | Oui    | Oui   | Oui     | Oui          |
| 424   | Superrix           | (no) | Oui  | (no)  | Oui      | Oui    | Oui   | Oui     | Oui          |
| 451   | Warner TV          | (no) | Oui  | (no)  | Oui      | Oui    | Oui   | Oui     | Oui          |
| 453   | AXN                | (no) | Oui  | (no)  | Oui      | Oui    | Oui   | Oui     | Oui          |
| 454   | HITS               | (no) | Oui  | (no)  | Oui      | Oui    | Oui   | Oui     | Oui          |
| 455   | HITS NOW           | (no) | Oui  | (no)  | Oui      | Oui    | Oui   | Oui     | Oui          |
| 461   | ONE                | (no) | Oui  | (no)  | Oui      | Oui    | Oui   | Oui     | Oui          |
| 462   | K-Plus             | (no) | Oui  | (no)  | Oui      | Oui    | Oui   | Oui     | Oui          |
| 463   | Arirang            | (no) | Oui  | Oui   | Oui      | Oui    | Oui   | Oui     | Oui          |
| 471   | Colors Infinity    | (no) | Oui  | (no)  | Oui      | Oui    | Oui   | Oui     | Oui          |
| 472   | Animax             | (no) | Oui  | (no)  | Oui      | Oui    | Oui   | Oui     | Oui          |
| 473   | Rock Entertainment | (no) | Oui  | (no)  | Oui      | Oui    | Oui   | Oui     | Oui          |
| 474   | Rock Action        | (no) | Oui  | Oui   | Oui      | Oui    | Oui   | Oui     | Oui          |
| 501   | BBC Earth          | (no) | Oui  | (no)  | Oui      | (no)   | (no)  | (no)    | Oui          |
| 502   | Love Nature        | (no) | Oui  | (no)  | Oui      | Oui    | Oui   | Oui     | Oui          |
| 503   | Globe Trekker      | (no) | Oui  | (no)  | Oui      | (no)   | (no)  | (no)    | Oui          |
| 504   | Dog TV             | (no) | Oui  | (no)  | Oui      | (no)   | (no)  | (no)    | Oui          |
| 505   | Techstorm HD       | (no) | Oui  | (no)  | Oui      | Oui    | Oui   | Oui     | Oui          |
| 512   | BBC Lifestyle      | (no) | Oui  | (no)  | Oui      | Oui    | Oui   | Oui     | Oui          |
| 521   | Travel Channel     | (no) | Oui  | Oui   | Oui      | Oui    | Oui   | Oui     | Oui          |
| 526   | Travelxp           | (no) | Oui  | (no)  | Oui      | Oui    | Oui   | Oui     | Oui          |
| 529   | Luxe.TV            | (no) | Oui  | Oui   | Oui      | Oui    | Oui   | Oui     | Oui          |
| 531   | MTV Live HD        | (no) | Oui  | (no)  | Oui      | Oui    | Oui   | Oui     | Oui          |
| 550   | DreamWorks Channel | (no) | Oui  | (no)  | Oui      | Oui    | Oui   | Oui     | Oui          |
| 551   | Moonbug            | (no) | Oui  | (no)  | Oui      | Oui    | Oui   | Oui     | Oui          |
| 552   | Nick Jr.           | (no) | Oui  | (no)  | Oui      | Oui    | Oui   | Oui     | Oui          |
| 553   | CBeebies           | (no) | Oui  | (no)  | Oui      | Oui    | Oui   | Oui     | Oui          |
| 554   | Nickelodeon        | (no) | Oui  | (no)  | Oui      | Oui    | Oui   | Oui     | Oui          |
| 555   | Boomerang          | (no) | Oui  | (no)  | Oui      | Oui    | Oui   | Oui     | Oui          |
| 601   | BBC News           | (no) | Oui  | (no)  | Oui      | Oui    | Oui   | Oui     | Oui          |
| 602   | Al Jazeera English | (no) | Oui  | (no)  | Oui      | Oui    | Oui   | Oui     | Oui          |
| 603   | Sky News           | (no) | Oui  | (no)  | Oui      | Oui    | Oui   | Oui     | Oui          |
| 610   | CGTN               | (no) | Oui  | (no)  | Oui      | Oui    | Oui   | Oui     | Oui          |
| 611   | CNA                | (no) | Oui  | Oui   | Oui      | Oui    | Oui   | Oui     | Oui          |
| 612   | Euronews           | (no) | (no) | Oui   | Oui      | Oui    | Oui   | Oui     | Oui          |
| 613   | WION TV            | (no) | Oui  | (no)  | Oui      | Oui    | Oui   | Oui     | Oui          |
| 631   | BERNAMA TV         | (no) | Oui  | Oui   | Oui      | Oui    | Oui   | Oui     | Oui          |
| 633   | Parlimen Malaysia  | (no) | Oui  | Oui   | Oui      | Oui    | Oui   | Oui     | Oui          |
| 641   | ABC Australia      | (no) | (no) | Oui   | Oui      | Oui    | Oui   | Oui     | Oui          |
| 642   | DW                 | (no) | Oui  | Oui   | Oui      | Oui    | Oui   | Oui     | Oui          |
| 643   | NHK World Japan    | (no) | Oui  | Oui   | Oui      | Oui    | Oui   | Oui     | Oui          |
| 651   | SEA TODAY          | (no) | Oui  | Oui   | Oui      | Oui    | Oui   | Oui     | Oui          |
| 652   | France 24          | (no) | Oui  | (no)  | Oui      | Oui    | Oui   | Oui     | Oui          |
| 701   | Unifi Sports       | (no) | Oui  | Oui   | (no)     | (no)   | (no)  | (no)    | Oui          |
| 706   | SPOTV              | (no) | Oui  | (no)  | Oui      | Oui    | Oui   | Oui     | Oui          |
| 707   | SPOTV2             | (no) | Oui  | (no)  | Oui      | Oui    | Oui   | Oui     | Oui          |
| 708   | Bein Sports 1      | (no) | Oui  | (no)  | Oui      | Oui    | Oui   | Oui     | Oui          |
| 709   | Bein Sports 2      | (no) | Oui  | (no)  | Oui      | Oui    | Oui   | Oui     | Oui          |
| 710   | Bein Sports 3      | (no) | Oui  | (no)  | Oui      | Oui    | Oui   | Oui     | Oui          |
| 711   | Bein Sports 4      | (no) | Oui  | (no)  | Oui      | Oui    | Oui   | Oui     | Oui          |

Noter
1. 1 2 3 4  Exclusif pour les clients qui ont unifi TV Media Box uniquement.

1. 1 2 3  Les souscripteurs playTV@unifi enregistrés via mobile number peuvent acheter ce canal.

1. 1 2 3 4 5 6 7 8 9  Seuls les souscripteurs playTV@unifi ou les utilisateurs de set-top box peuvent accéder à ce canal.

## Stations de radio
| Nom      | Package     | Prix par mois |
| -------- | ----------- | ------------- |
| 988 FM   | Free-to-air | Gratuit       |
| Suria FM | Free-to-air | Gratuit       |

## Vidéo à la demande
| Nom                         | Bouquet                                          | HD  | playtv@unifi |
| --------------------------- | ------------------------------------------------ | --- | ------------ |
| BBC First HD                | Chaîne à la carte/ souscription au pack Unifi TV | Oui | Oui          |
| HyppFlicks Plus             | Pay-per-view                                     | Oui | Oui          |
| HyppPlay                    | Chaîne à la carte/souscription au pack Unifi TV  | Oui | Oui          |
| Snek                        | Libre                                            | Non | Oui          |
| Comedy Central A la Demande | Chaîne à la carte/ souscription au pack Unifi TV | Oui | Oui          |